# Александер Кнавс
Александер Кнавс (словен. Aleksander Knavs, нар. 5 грудня 1975, Марибор) — словенський футболіст, захисник.
Насамперед відомий виступами за клуби «Тіроль», «Кайзерслаутерн» та «Ред Булл», а також за національну збірну Словенії.

## Клубна кар'єра
У дорослому футболі дебютував у 1993 році виступами за команду клубу «Олімпія» (Любляна), в якій провів чотири сезони, взявши участь у 77 матчах чемпіонату. 
Своєю грою за цю команду привернув увагу представників тренерського штабу клубу «Тіроль», до складу якого приєднався у 1997 році. Відіграв за команду з Інсбрука наступні чотири сезони своєї ігрової кар'єри. Більшість часу, проведеного у складі «Тіроля», був гравцем основного складу захисту команди.
У 2001 році уклав контракт з клубом «Кайзерслаутерн», у складі якого провів наступні три роки своєї кар'єри гравця. Граючи у складі «Кайзерслаутерна» також здебільшого виходив на поле в основному складі команди.
Протягом 2004—2005 років захищав кольори команди клубу «Бохум».
У 2005 році перейшов до клубу «Ред Булл», за який відіграв 3 сезони. Завершив професійну кар'єру футболіста виступами за команду «Ред Булл» у 2008 році.

## Виступи за збірну
У 1998 році дебютував в офіційних матчах у складі національної збірної Словенії. Протягом кар'єри у національній команді, яка тривала 9 років, провів у формі головної команди країни 65 матчів, забивши 3 голи.
У складі збірної був учасником чемпіонату Європи 2000 року у Бельгії та Нідерландах, чемпіонату світу 2002 року в Японії і Південній Кореї.

## Титули і досягнення
- Чемпіон Словенії (2):

«Олімпія»: 1993-94, 1994-95
- Володар Кубка Словенії (1):

«Олімпія»: 1995-96
- Володар Суперкубка Словенії (1):

«Олімпія»: 1995
- Чемпіон Австрії (3):

«Тіроль»: 1999-2000, 2000-01
«Ред Булл»: 2006-07